# Time Inc.
Time Inc. foi uma editora de revistas americana subsidiária da Meredith Corporation.
Em 1990 com a fusão da Time Inc. original e da Warner Communications surge a Time-Warner, que, em 2018, foi comprada pela AT&T, formando a WarnerMedia. No Reino Unido possui a editora de revistas IPC Media, que publica revistas como Marie Claire e NME. Em novembro de 2017, a editora e empresa de mídia Meredith Corporation anunciou que compraria a Time Inc. por US$2,8 bi. A compra foi concluída em 31 de janeiro de 2018, encerrando as operações como Time Inc. e continuando em nome da Meredith.

## Publicações
- All You
- Coastal Living
- Cooking Light
- Entertainment Weekly
- Essence
- Fortune
- Golf
- Health
- InStyle
- Life.com
- Money
- People
  - People en Español
  - People StyleWatch
- Real Simple
- Southern Living
- Sports Illustrated
  - Sports Illustrated Kids
- Sunset
- Time
  - Time for Kids
- This Old House